# بوم رپوسو
بوم رپوسو (به پرتغالی: Bom Repouso) یک منطقهٔ مسکونی در برزیل است که در میناز ژرایس واقع شده‌است. بوم رپوسو ۱۰٬۵۳۷ نفر جمعیت دارد.